# Девкота, Лакшмипрасад
Лакшмипрасад Девкота (непальск. लक्ष्मीप्रसाद देवकोटा, англ. Laxmi Prasad Devkota; 12 ноября 1909, Катманду — 14 сентября 1959, Катманду) — непальский поэт, драматург и романист. Удостоенный в непальской литературе звания Махакави (Махакаби — «великий поэт»), он был известен как «поэт с золотым сердцем» и крупнейший литературный деятель Непала. Член Академии литературы, искусств и наук Непала. Некоторые из его популярных работ включают в себя первые в непальской литературе поэмы «Муна и Мадан» (1936), «Шакунтала» (1945) и «Сулочна» (1946), близкие к народному творчеству.

## Ранние годы
Девкота родился в ночь на праздник Пуджа Лакшми 13 ноября 1909 года у отца Тильмадхава Девкоты и матери Амар Раджья Лакшми Деви в Дхобидхаре, Катманду. Его отец был большим знатоком санскрита, письменной традиции и фольклора, поэтому Лакшмипрасад получил базовое образование под опекой своего отца.
Учился в средней школе Дурбар, где изучал грамматику санскрита и английский язык. Сдав вступительные экзамены, поступил в Патне, где получил степень бакалавра гуманитарных наук и бакалавра права в английском колледже Три-Чандра и Университете Патны. Однако его желание продолжить учёбу в магистратуре не было реализовано из-за стеснённого финансового положения его семьи.
Только через десять лет после получения диплома юриста он начал работать в Совете по цензуре (Непал Бхасаанувад Паришад), где познакомился со знаменитым драматургом Балкришной Самой. В то же время он также переводил с английского в Непальском обществе переводов (среди прочего, Девкота перевёл на непальский язык пьесу Уильяма Шекспира «Гамлет»), преподавал в колледжах Три-Чандра и Падма Канья.